# Maria Danilova
Maria Ivanovna Danilova (Russisch: Мария Ивановна Данилова), geboren als Maria Ivanovna Perfilieva (Russisch: Мария Ивановна Перфильева) (Sint-Petersburg, 1793 - aldaar, 20 januari 1810) was een Russische balletdanseres.

## Biografie
Maria Danilova schreef zich op achtjarige leeftijd in op de Keizerlijke balletschool in Sint-Petersburg. De trainer Charles-Louis Didelot merkte haar talent op en een jaar later maakte ze haar eerste publieke optreden. Ze wordt door Charles-Louis Didelot als uitzonderlijk begaafd beschouwd en hij gaf haar titelrollen in verschillende van zijn balletten, terwijl ze nog studeerde: Apollo en Daphne (1802), Zephire en Flora (1808), Psyche en Cupido (1809). Op 15-jarige leeftijd danste ze met Louis-Antoine Duport met wie zij een ongelukkige liefdesaffaire zal hebben. Haar dans werd beschreven als "zo licht en ongrijpbaar dat het publiek de adem beneemt". Danilova had een fragiel gestel en de stress van het optreden eiste te veel van haar gezondheid. Ze stierf op 17-jarige leeftijd aan tuberculose.

## Varia
In 1991 werd een inslagkrater op de planeet Venus naar haar vernoemd.
- Library of Congress Control Number: n97866019
- Virtual International Authority File: 33759707